# François de Cortète
Œuvres principales
Sancho Pança, Ramonet, La Miramonda

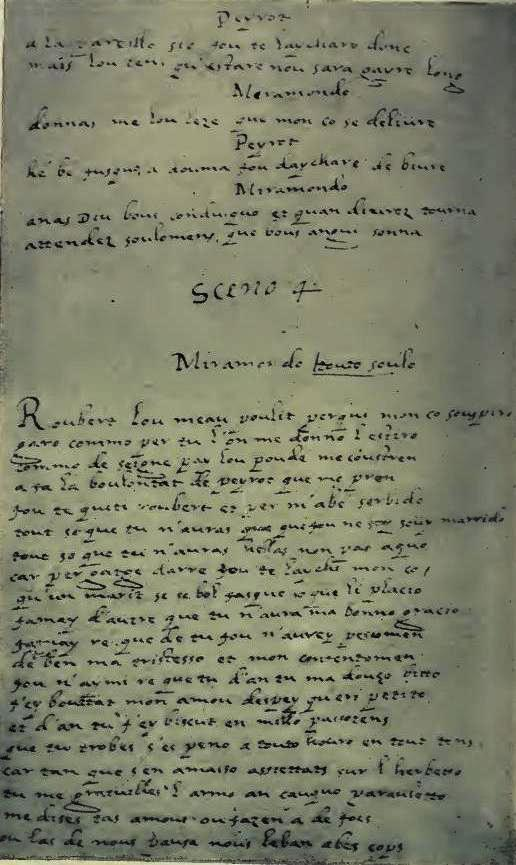
Manuscrit de Cortète

François de Cortète également appelé Cortète de Prades (en graphie classique : Francés de Corteta o Corteta de Prades; Agen, 1586 – Hautefage-la-Tour, le 3 septembre 1667), seigneur de Prades (Lafox), est un écrivain de langue d'oc auteur notamment de trois pièces baroques de théâtre : Ramonet, o Lo paisan agenés, tornat de la guerra, Miramonda et d'une pièce à machine basée sur l'autoréférentialité du second tome de Don Quichotte : Sancho Pança, al palais dels Ducs.

## Biographie
Issu de la noblesse agenaise, son père, Jean-Jacques Ier de Cortète a été gouverneur de Castelculier. François de Cortète a étudié au collège d'Agen, et a été page de François d'Esparbes de Lussan d'Aubeterre qui tombe en disgrâce après 1620. 
Le 16 janvier 1608, il a épousé sa cousine Jeanne de Caumont. De ce mariage sont nés trois enfants :
- Maximilien de Cortète, curé de Saint-Christophe, dans la juridiction de Puymirol,
- Jean-Jacques II de Cortète,
- Marie-Brandelise de Cortète.

Il est reçu habitant d'Agen le 3 octobre 1619.
Après 1620, on le retrouve au service d’Adrien de Monluc, petit-fils de Blaise de Monluc, gouverneur de Foix et des terres de Donnezan et d'Andorre. En 1639, il participe à la prise de la forteresse de Salses.
Puis il s'est retiré en Agenais où il a composé des œuvres sous forme manuscrite que son fils, Jean-Jacques II de Cortète, a fait imprimer en 1684 et 1685. Il a peut-être été influencé par l'œuvre littéraire d'Adrien de Monluc dans ses ouvrages bien que la première œuvre imprimée ne lui soit pas dédicacée mais à Louis d'Esparbes de Lussan.
Il a fait son testament le 6 septembre 1655. Il est mort le 3 septembre 1667 à Hautefage-la-Tour (Lot-et-Garonne) chez son fils Maximilien, prêtre et curé de Saint-Christophe (le manoir de Prades se trouvait sur le territoire de cette paroisse). Ses restes ont été inhumés dans l'église Saint-Christophe, juridiction de Puymirol (Lot-et-Garonne).

## Œuvres
Trois pièces qui nous sont parvenues :
- Ramonet qui présente un protagoniste de type matamore et franchimand (terme de langue d'oc qui désigne toute personne occitanophone qui essaie ridiculement d'impressionner ses compatriotes par son mauvais français).
- Miramonda : œuvre de type pastorale
- Sancho Pança, al palais dels Ducs : traite en 2035 vers (presque tous alexandrins) et sur un registre comique et spectaculaire (il s'agit d'un pièce à machines) cet épisode du second tome de Don Quichotte où les deux protagonistes arrivent chez les Ducs qui ont lu le premier tome et qui donc les connaissent et décident de jouer burlesquement avec leurs hôtes.

## Postérité
François de Cortète fut édité par son fils, Jean-Jacques II de Cortète, en 1684 et 1685. Les premières éditions ont été faites sous le nom de Jean-Jacques de Cortète.
Bien plus tard, Charles Ratier édita à nouveau ses œuvres à partir des manuscrits ainsi qu'une notice biographique.
En souvenir de François de Cortète, le Felibrige édifia un monument à Agen qui fut malheureusement détruit pendant la Seconde Guerre mondiale.

## Publications
- Édition des œuvres de Cortète par :
Ratier, Charles. Œuvres de François de Cortète. Agen : Imprimerie Moderne, 1915. Site archive.org
- On connaît de Ramonet trois éditions chez l'éditeur Gayau, à Agen, en 1684, 1692 et 1701, et au moins une à Bordeaux, en 1740  (il y en a peut-être eu une en 1717).
- Pour Miramoundo, chez l'éditeur Gayau, à Agen, les éditions de 1685, 1690, 1700 et 1701.